# New York Tribune
El New-York Tribune va ser un periòdic estatunidenc fundat en 1841 per l'editor Horace Greeley. Va portar el nom de New York Daily Tribune des de 1842 fins a 1866, abans de tornar al seu nom original. Des de la dècada de 1840 fins a la de 1860 va ser el periòdic dominant, primer del Partit Whig estatunidenc i després del Partit Republicà.

El periòdic va aconseguir una tirada d'aproximadament 200.000 exemplars en la dècada de 1850, la qual cosa el convertia en el major diari de la ciutat de Nova York en aquella època. Els editorials del Tribune eren àmpliament llegits, compartits i copiats en altres periòdics de la ciutat, la qual cosa va contribuir a formar l'opinió nacional. Va ser un dels primers periòdics del nord a enviar reporters, corresponsals i il·lustradors a cobrir les campanyes de la Guerra Civil estatunidenca. Va continuar com a diari independent fins a 1924, quan es va fusionar amb el Nova York Herald. El Nova York Herald Tribune resultant va continuar publicant-se fins al 1966.

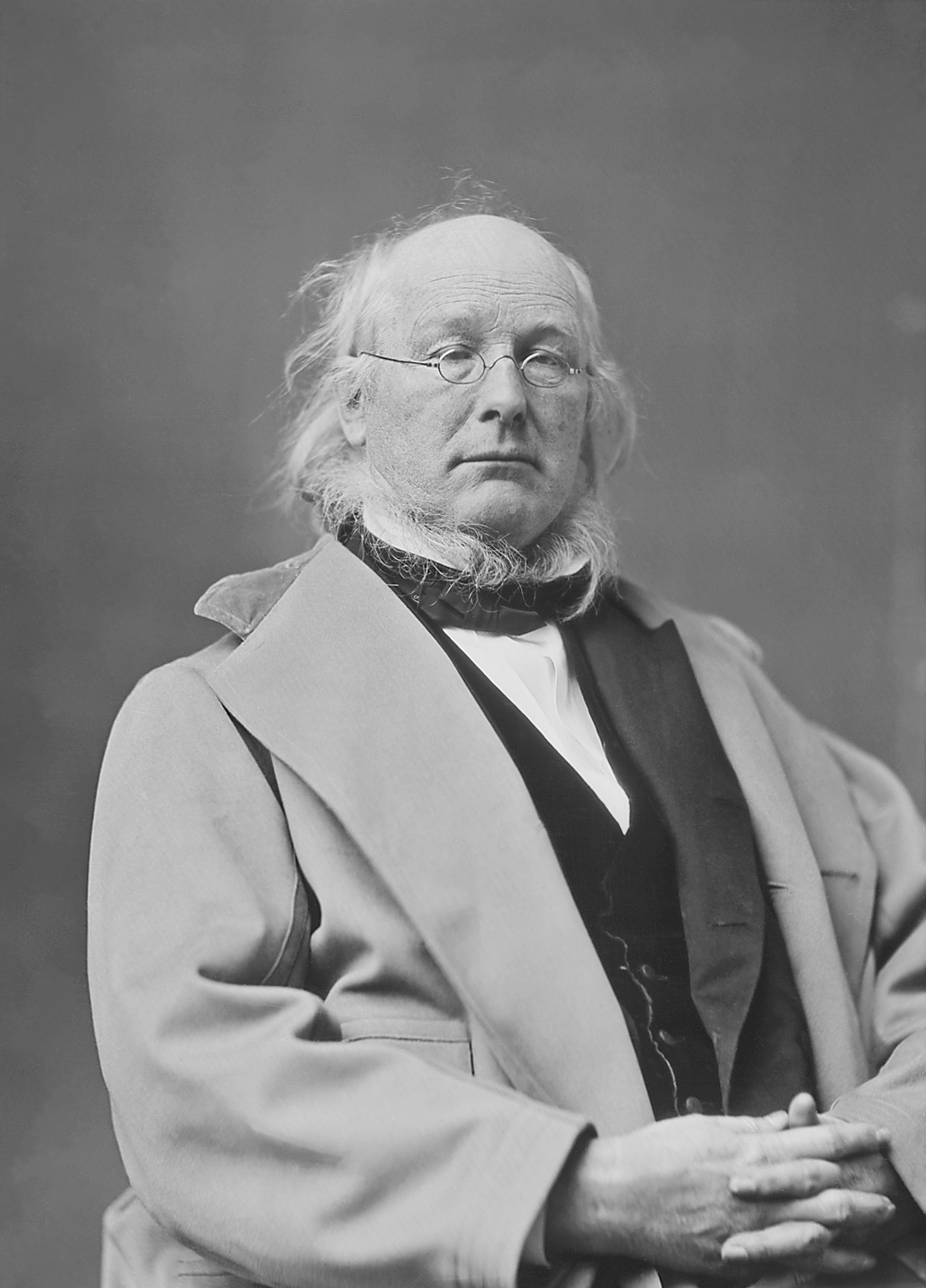
Horace Greeley, fundador del periòdic